# Moses Mabhida
Moses Mabhida fue un político sudafricano, líder del Partido Comunista Sudafricano desde 1978, hasta su muerte en 1986.
Mabhida nació en Thornville, cerca de Pietermaritzburg, el 14 de octubre de 1923, en una familia de campesinos, que posteriormente fueron desplazados. En 1942 se unió al Partido Comunista, siendo después uno de los fundadores del Congreso de Sindicatos Sudafricanos (SACTU), del que fue elegido vicepresidente, en el primer congreso realizado en 1955. Fue secretario del Congreso Nacional Africano
(ANC) en Pietermaritzburg a mediados de los años 50, y en 1956 se convirtió en miembro del comité ejecutivo de la ANC. Entre 1958 y 1959 fue elegido Presidente de la regional de KwaZulu-Natal de la ANC.
Tras la declaración del Estado de Emergencia en 1960, fue enviado por la SACTU para representar a la organización en el extranjero, por lo que organizó diferentes actividades de solidaridad en Praga, con la Federación Sindical Mundial y con federaciones sindicales africanas. En 1963, tras petición de Oliver Tambo, se dedica al desarrollo del brazo armado de la ANC, Umkhonto we Sizwe (MK), por lo que recibió entrenamiento militar. Se convirtió en jefe de instrucción política de los nuevos reclutas del MK, y posteriormente ejerció como comandante de la organización. A fines de la década de los 60, estuvo involucrado en la organización del departamento de inteligencia de la ANC, mientras que en 1979, fue elegido como Secretario General del Partido Comunista Sudafricano, reemplazando a Moses Kotane, que había fallecido el año anterior.
En los años 80 siguió con su labor de planificación política y logística para el MK, desde diversas ubicaciones en el sur del continente africano. En 1985, sufre un ataque cardíaco, mientras se encontraba de visita en La Habana, Cuba. Tras un año de enfermedad, fallece en Maputo, Mozambique, donde estuvo enterrado hasta 2006, cuando fue repatriado a su región natal.
El Estadio Moses Mabhida, en la ciudad de Durban, inaugurado a fines de 2009, lleva su nombre en su honor.